# ألكساندر بانوف
ألكساندر فلاديميروفيتش بانوف (الروسية: Панов, Александр Владимирович) (ولد في 21 سبتمبر، 1975 في كولبينو) هو مهاجم كرة قدم دولي روسي متقاعد.

## وصلات خارجية
- ألكساندر بانوف على موقع الاتحاد الأوربي (الإنجليزية)
- ألكساندر بانوف على موقع قاعدة بيانات كرة القدم.إي يو (الإنجليزية)
- ألكساندر بانوف على موقع ناشيونال فوتبول تيمز (الإنجليزية)
- ألكساندر بانوف على موقع Soccerway.com (الإنجليزية)
- ألكساندر بانوف على موقع عالم كرة القدم.نت (الإنجليزية)